# 国家地方警察神奈川県本部
国家地方警察神奈川県本部（こっかちほうけいさつかながわけんほんぶ）は、旧警察法時代に存在した神奈川県の都道府県国家地方警察で、自治体警察を設けない地域を管轄区域とする。また国家地方警察東京警察管区本部の行政管理を受ける。
1954年（昭和29年）の新警察法の施行により廃止され、新たに都道府県警察として神奈川県警察が発足した。

## 組織
1949年（昭和24年）時点
- 総務部
  - 秘書企画課、会計課
- 警務部 　 
  - 人事装備課、教養課
- 刑事部 　 
  - 捜査課、鑑識課、防犯統計課
- 警備部 　 
  - 警備課、交通課、通信課

## 地区警察署
1951年（昭和26年）時点
- 高座地区警察署
- 津久井地区警察署
- 愛甲地区警察署
- 伊勢原地区警察署
- 秦野地区警察署
- 大磯地区警察署
- 足柄上地区警察署
- 足柄下地区警察署
- 国府津地区警察署
- 三崎地区警察署
- 葉山地区警察署

## 支所
1951年（昭和26年）時点
- 横須賀支所
- 川崎支所
- 鎌倉支所
- 平塚支所
- 相模原支所

## 県内の自治体警察
- 横浜市警察
- 川崎市警察
- 横須賀市警察
- 相模原町警察 - 住民投票の結果、1952年に国家地方警察に移行。